# سلسفي ثؤلولي
السلسفي الثؤلولي أو الدَبَح الثؤلولي (باللاتينية: Scorzonera verrucosa) نوع نباتي ينتمي إلى جنس السلسفي من الفصيلة النجمية.

## البيئة والانتشار
موطنه بلاد الشام وتركيا.

## مرادفات للاسم العلمي
- (باللاتينية: Podospermum verrucosum Boiss. & Balansa)